# Balneario Orense
Balneario Orense, también conocido como Punta Desnudez, es una localidad y balneario del partido de Tres Arroyos, en el sur de la provincia de Buenos Aires, Argentina.

## Historia
Desde los años 1910, los primeros veraneantes de la región comenzaron a instalar casillas de madera en la costa. 
- 14 de noviembre de 1929, Comisión Pro-balneario para organizar un centro turístico. La 1ª obra fue la traza de un camino de la costa. Los dueños de estas tierras eran Orlando y Enrique Williams Alzaga.[1][2]
- 1930, primera casa del Balneario, del señor Francisco Hurtado; mucho antes de que se lotearan los terrenos, por lo que, posteriormente, quedó en medio de una de las calles.[2]
- 1948, los Williams Alzaga contratan a un proyectista para un balneario en sus tierras.[1]
- En el año 1950 la Dirección de Geodesia aprobó los planos de la villa turística. En este año la localidad fue bautizada con el nombre de "Balneario Presidente Perón".
- En 1951 se permitió el loteo y así se posibilitó la traza de manzanas y apertura de calles. Se rematan 228 lotes de terreno por cuenta y orden de Orlando y Enrique Williams Alzaga.[1][2]Así, la villa crecía ordenadamente, en un marco de agreste urbanización.
- El 16 de mayo de 1955 se crea el Club de Pesca de la localidad, que actualmente se encarga de organizar concursos de pesca y eventos sociales.[2]
- Se establece el 29 de mayo de 1964 la Escuela N°49.
- 1993, en esa pintoresca construcción funciona el Centro Cultural Francisco Hurtado y la oficina de turismo del balneario.

## Población
Cuenta con 103 habitantes (Indec, 2022), lo que representa un incremento del 33,7% frente a los 77 habitantes (Indec, 2010) del censo anterior.
| Gráfica de evolución demográfica de Balneario Orense entre 1991 y 2022 |
|                                                                        |
| Fuente de los Censos Nacionales del INDEC                              |